# Sorbolo
Sorbolo (emilián nyelven Sòrbol, sorbolói nyelvjárásban Sòrbel) település Olaszországban, Emilia-Romagna régióban, Parma megyében. Lakosainak száma 9563 fő (2018. január 1.). Sorbolo Brescello, Gattatico, Mezzani és Parma községekkel határos.

## Történelme
Sorbolo 2018-ig független közösség volt, és 2019. január 1-jén csatlakozott a Sorbolo Mezzani új közösséghez a szomszédos Mezzani közösségnél. Bogolese, Casaltone, Coenzo, Enzano, Frassinara és Ramoscello szintén a Sorbolo korábbi települési területéhez tartoztak.

## Népesség
A település lakossága az elmúlt években az alábbi módon változott:

| 2017 | 9 499 |
| 2018 | 9 563 |

## Közlekedés
A településnek vasútállomása van.